# Zdżary (osada leśna)
Zdżary – osada leśna w Polsce położona w województwie podkarpackim, w powiecie ropczycko-sędziszowskim, w gminie Ostrów.